# Mona Lisa d'Isleworth
La Mona Lisa d’Isleworth est un tableau réalisé au XVIe siècle, dont le motif et le sujet sont similaires à  La Joconde exposée au musée du Louvre à Paris. Ce tableau est revendiqué par les propriétaires successifs de la toile et quelques critiques d'art et journalistes, comme ayant été peint par Léonard de Vinci à une date antérieure au tableau du Louvre, tandis que des historiens d'art spécialistes du maitre florentin contestent cette attribution, notamment à cause de la toile utilisée comme support, alors que Vinci peignait sur bois, et l'absence de sfumato caractéristique de sa technique et observable dans l'original du Louvre. Ils consièrent la toile d’Isleworth comme une copie contemporaine de l'œuvre originale se trouvant au Louvre. Depuis 2008 le tableau appartient à un consortium basé en Suisse, dont les membres sont anonymes, qui met en place une fondation Mona Lisa chargée de défendre l'authenticité du portrait. 

## Histoire
La tracabilité du tableau est confuse. Le portrait est apporté en Angleterre en 1778, il aurait été acheté en Italie par un noble anglais James Marwood qui le conserva dans sa propriété du Somerset. En 1858 la copie se trouve à Avishays House où elle est vendue à une famille noble de Montacute. En 1911 la famille mets en ventes plusieurs de ses biens. Le tableau réapparait en 1914 et est acquis par Hugh Blaker, un artiste et négociant en art qui vit à Isleworth, à l'ouest de Londres, d'où le nom de « Mona Lisa d'Isleworth ». La toile est acquise en 1962 par le collectionneur d'art Henry Pulitzer, lointain cousin de Joseph Pulitzer, qui a vendu de nombreux biens mobiliers et immobiliers pour se l'offrir. La toile est alors conservée dans le coffre d’une banque de Lausanne. À la mort de Pulitzer en 1979, elle est léguée à sa conjointe, Elizabeth Meyer. À la mort de celle-ci en 2008, la peinture devient la propriété d'un consortium international, dont les membres veulent rester anonymes, présidé par David Feldman.

## Attribution à Léonard de Vinci
En 1926 l'écrivain John Eyre, beau-père de Hugh Blaker découvreur du tableau, défend l'attribution dans son livre The two Mona Lisas, de même le second propriétaire de l'œuvre, Henry Pulitzer, ainsi que la fondation Mona Lisa organisation suisse crée par les propriétaires actuels, pour défendre l'authenticité du portrait. 

### Examens
La Mona Lisa d’Isleworth  a été soumise à la lumière ultraviolette, la luminescence infrarouge, l’infrarouge, l’infrarouge de fausse couleur, la réflectographie infrarouge, les rayons X, la datation par le carbone 14 et la spectrométrie Gamma. D'après ces examens, la peinture fut réalisée au début du XVIe siècle.
Le physicien John Asmus, de l’Université de Californie publia des résultats infographique en comparant la Mona Lisa antérieure et la Joconde et affirma que les deux visages furent exécutés par le même artiste.
Le chimiste Salvatore Lorusso et Andrea Natali conduisirent une étude comparative sur la Joconde et les œuvres s’y relatant. Les pigments trouvés sur la Mona Lisa d’Isleworth étaient disponibles et utilisés au début du XVIe siècle. Selon eux la Mona Lisa d’Isleworth et la Joconde du Louvre sont deux œuvres originales du maître.

### Une attribution contestée
Les historiens d'art et conservateurs contestent l'authenticité et l’attribution du tableau à Léonard de Vinci.
Parmi eux, Martin Kemp, professeur émérite en histoire de l'art à Oxford conteste l'attribution à Léonard de Vinci. Il maintient que : l'argument fondé sur la géométrie n'est pas pertinent, aucun traité de l'époque ou analyse depuis n'ayant mis en évidence que de telles règles étaient suivies par Léonard de Vinci ou ses contemporains ; le portrait d'Isleworth est peint sur toile alors qu'aucun tableau connu de Léonard de Vinci n'a été peint sur toile et aucune œuvre italienne de cette époque n'était peinte sur ce support, hormis les œuvres sur panneau transportable. Autre élément que Kemp constate est l'absence de sfumato représentatif de la technique du maitre florentin, et observable dans l'original du Louvre. 
Vincent Delieuvin, historien d'art et conservateur en chef chargé de la peinture italienne du XVIe siècle au département des peintures du musée du Louvre, conteste également cette attribution.

## Sources et références
1. 1 2  Provenance Of ‘Early Mona Lisa’ Traced To English Country House artlyst
2. ↑  (en) Avishays, Avishays Sale Catalogue, 1858.
3. ↑  The History and Facts of the Isleworth Mona Lisa Homebusinessmag
4. ↑  « Une "Mona Lisa" antérieure attribuée à Léonard de Vinci présentée à Genève », sur lemonde.fr, 27 septembre 2012.
5. ↑  (en-US) John Eyre, The two Mona Lisas : Which was Giocondo's picture? Ten direct, distinct, and decisive data in favour of the Isleworth version and some recent Italian experts' opinions on it, Londres, J.M. Ouseley & Son, 1926.
6. ↑  (en-US) Pulitzer, Henry E., Where is the Mona Lisa?, Londres, The Pulitzer Press, 1960 (ASIN B0027MR0A2).
7. 1 2  (en-US) « New proof said found for "original" Mona Lisa – », Reuters.com, 13 février 2013 (consulté le 26 juillet 2017).
8. 1 2  (en-US) Jean-Pierre Isbouts et Christopher Heath-Brown, The Mona Lisa Myth, Santa Monica, California, Pantheon Press, 2013, 226 p. (ISBN 978-1-4922-8949-4).
9. ↑  (en-US) John F. Asmus, « Computer Studies of the Isleworth and Louvre Mona Lisas », Optical Engineering, vol. 28, no 7,‎ 1er juillet 1989, p. 800–804 (DOI 10.1117/12.7977036, lire en ligne, consulté le 26 juillet 2017).
10. 1 2  (en-US) Salvatore Lorusso et Andrea Natali, « Mona Lisa: A comparative evaluation of the different versions and copies », Conservation Science, vol. 15,‎ 2015, p. 57–84 (lire en ligne, consulté le 26 juillet 2017).
11. ↑  « Des experts doutent que la "Joconde" ait une sœur jumelle », Le Monde,‎ 18 février 2013 (lire en ligne).
12. ↑  Une drôle de Joconde prétend être l’originale, peinte dix ans avant celle du Louvre Beauxarts magazine
13. ↑  « La multiplication des Joconde | Gazette Drouot », sur gazette-drouot.com, 10 octobre 2019 (consulté le 7 août 2022)